# Матыра (река)
Маты́ра — река в Тамбовской и Липецкой областях. Левый приток Воронежа. Длина — 180 км, площадь бассейна — 5180 км².
Исток находится у селения Большая Матыра рядом с шоссе Р119 Орёл — Тамбов. После села Яблоновец, где в неё впадает река Плавица, становится полноводной. У границы Липецка впадает в реку Воронеж (напротив Сокольского; левый приток).
Питание реки по большей части снеговое. Замерзает Матыра в ноябре — начале декабря, вскрывается в конце марта — первой половине апреля. Среднегодовой расход воды — в 39 км от устья — 11,7 м³/с.
В 1976 году на Матыре создано Матырское водохранилище для нужд Новолипецкого металлургического завода (ныне — комбината). Оно протянулось от села Аннино за Новую Жизнь. После дамбы река вновь становится неширокой и протекает по болотистой местности.

## История заселения

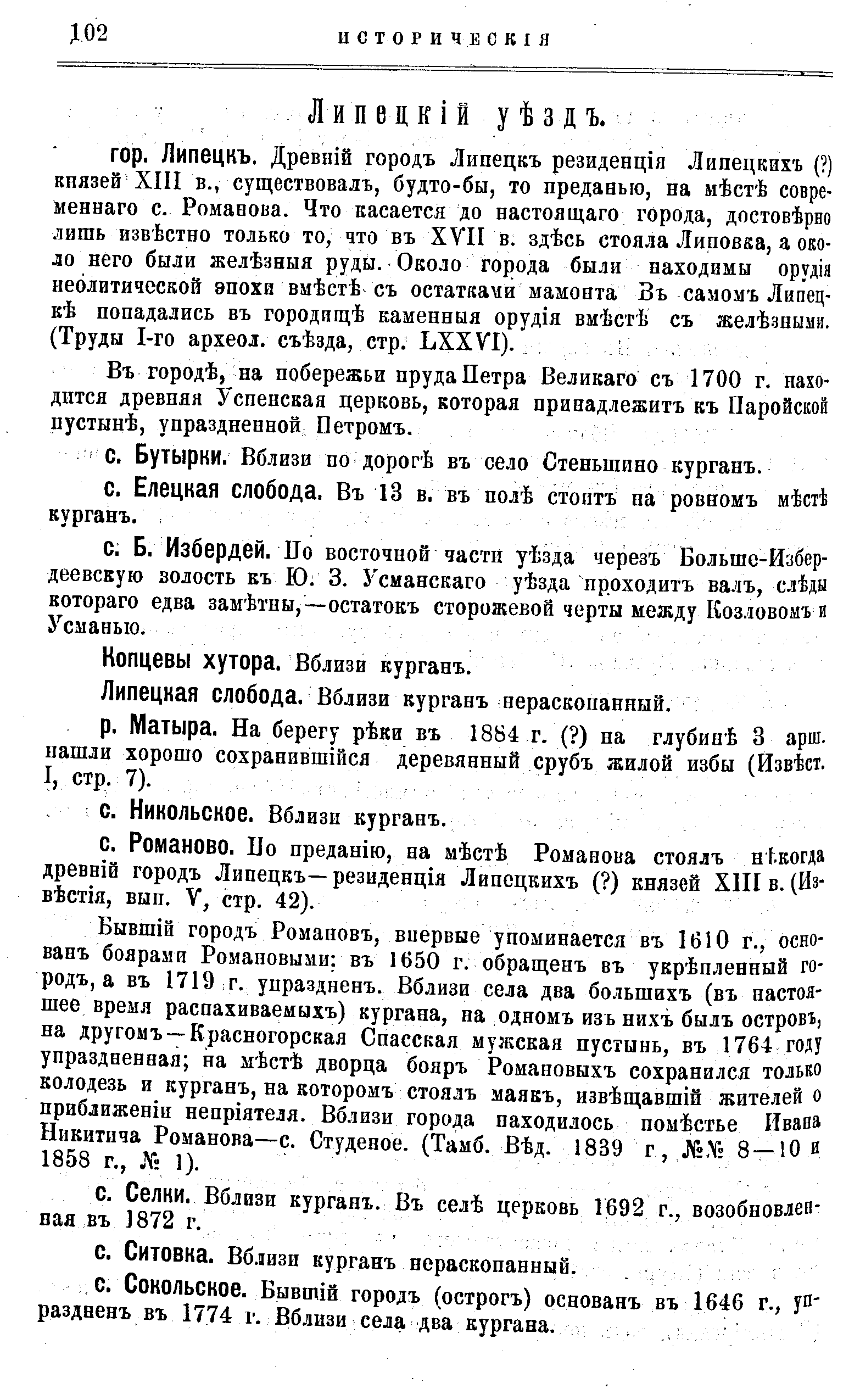
Информация об обнаружении деревянного сруба на дне Матыры. «Сборник-календарь Тамбовской губернии на 1903 год».

Река была своеобразной границей между степью кочевников-скотоводов и лесостепью оседлых земледельцев. Матыра видела орды скифов и сарматов, хазар и половцев. По берегам её только в пределах Петровского района Тамбовской области выявлено не менее четырёх десятков древних памятников всех эпох, начиная от верхнего палеолита. Среди археологических находок — следы многочисленных поселений, остатки острожка, земляных валов, курганов, кости мамонта, долблёные лодки, «каменные бабы», а в 80-х годах XIX века на глубине более двух метров нашли хорошо сохранившийся деревянный сруб избы (см. фото).
Восточным славянам Матыра стала известна задолго до X века новой эры. Поселились они на её берегах не позже этого времени. На Матыре выявлено три крупных древнерусских поселения и около 20 небольших. Во второй половине XIV века из-за набегов степняков край обезлюдел. Вновь заселять земли в середине XVII века начали русские из Рязанского края, а вскоре началась и массовая раздача земель служилым людям из Сокольского и Козловского уездов. Именно тогда были основаны все крупные однодворческие сёла Козловского и Липецкого уездов в Поматырье.

## Селения на Матыре

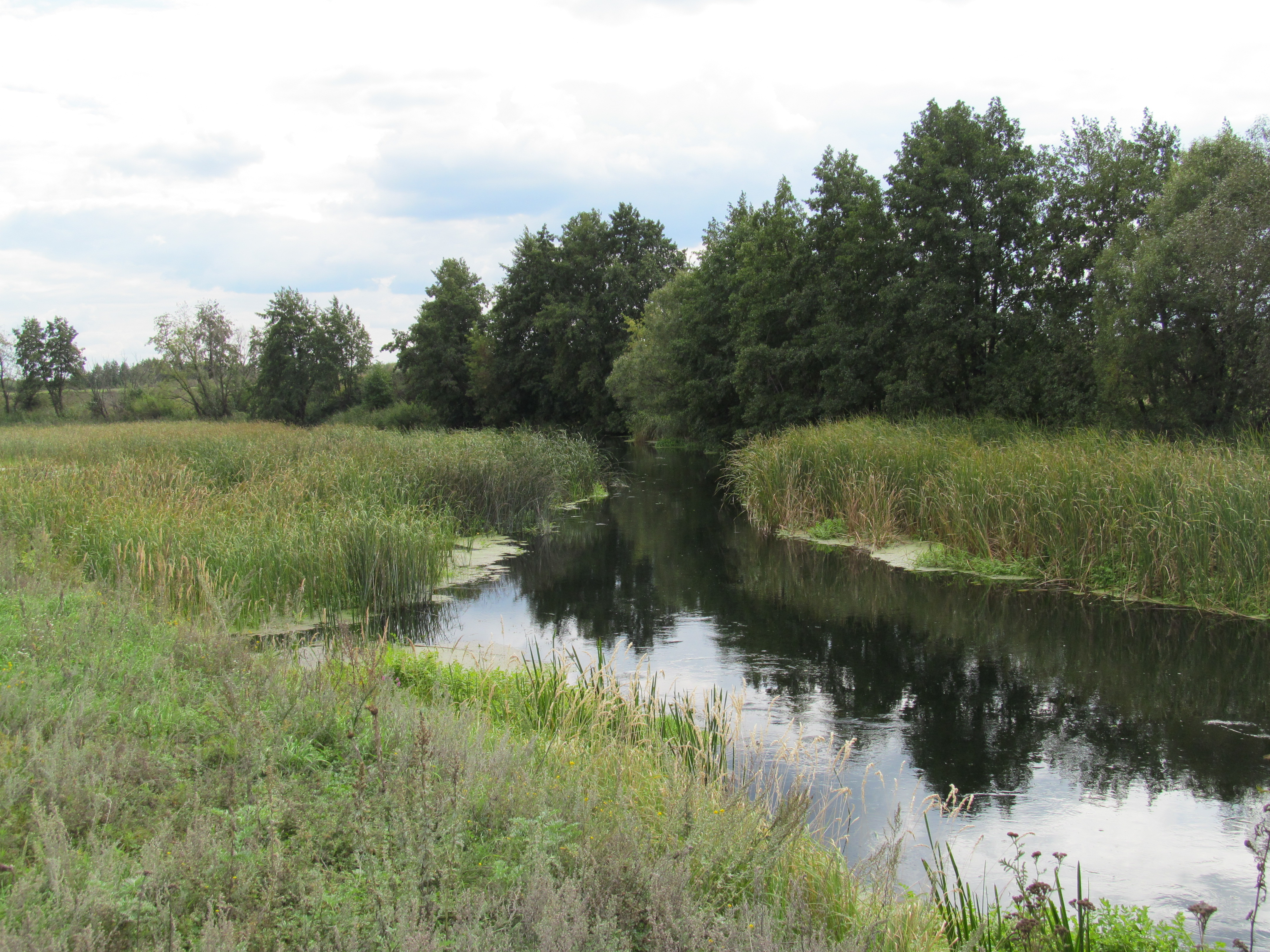
Матыра в районе Большого Избердея

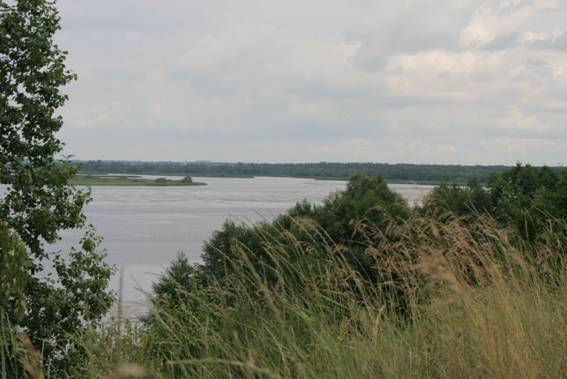
Матыра в районе Таволжанки (г. Грязи)

Тынково, Тафино, Дубровка, Волчки, Знаменка, Яблоновец, Большой Избердей, Аннино, Грязи, Казинка, Ярлуково.

## Притоки
- Плавица
- Избердейка
- Самовец
- Лукавка
- Байгора
- Грязнуша
- Плоскуша
- Мордовка
- Плоскуша
- Бычек
- Криуша